# Jean Nocret

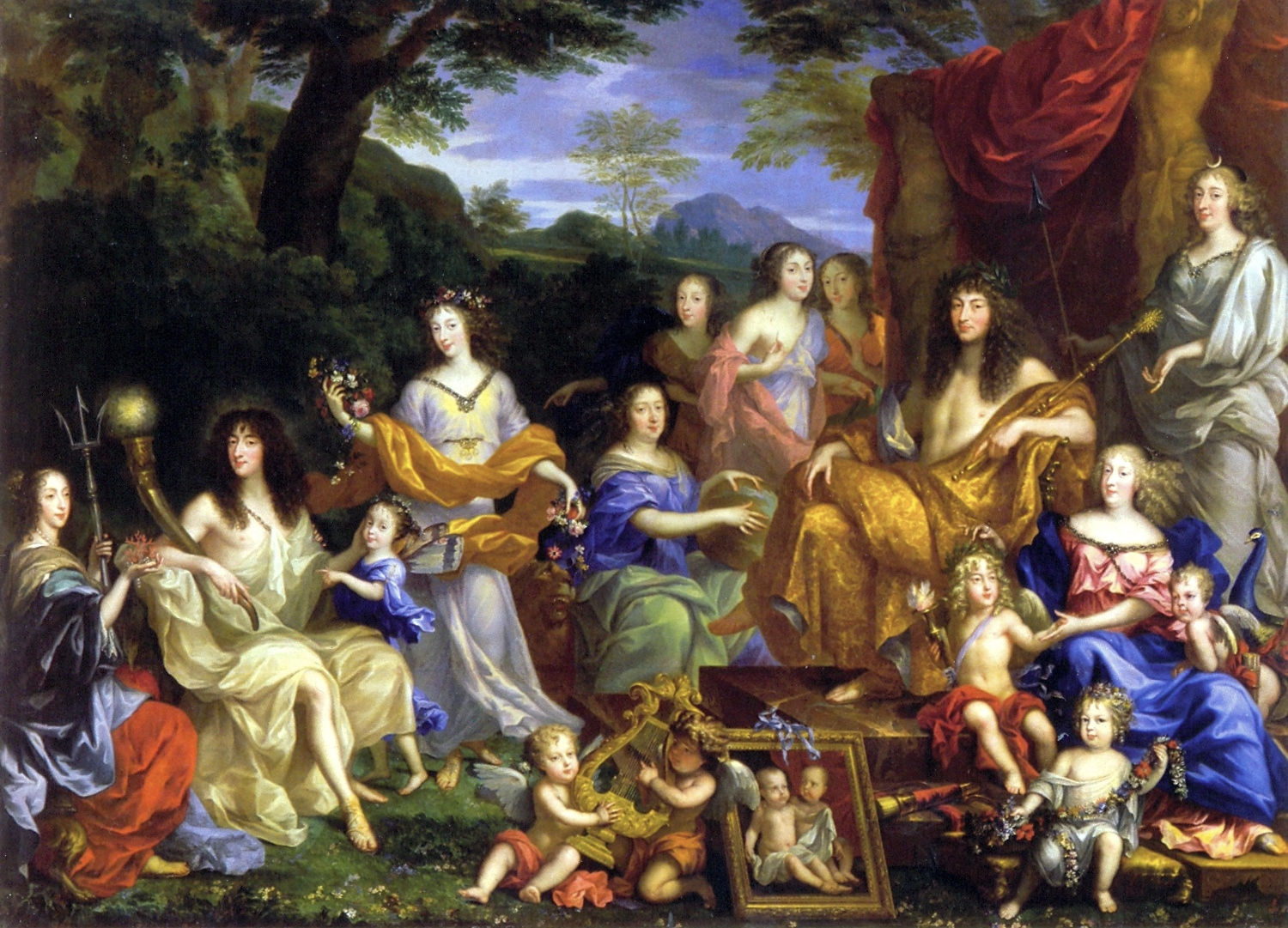
La familia de Luis XIV donde el rey aparece como Apolo, dios del Olimpo, (1670). Museo de la Historia de Francia (Versalles).

Jean Nocret (Nancy, diciembre 1615 – París, noviembre 1672) fue un pintor clasicista francés.

## Biografía
Alumno de Jean Le Clerc, maestro lorenés, Nocret realizó en fecha temprana un viaje de formación a Roma. Allí, conoció a Nicolás Poussin y realizó copias para el señor de Chantelou. Poussin, descontento con las pretensiones del joven artista escribió de él en 1643: Lo más lamentable es que ha tomado la decisión de no terminar los retratos que ha empezado, no alegando otra excusa, salvo que encontró algo para ganar más haciendo 60 o 70 coronas. 
Regresa a París en 1644 y es nombrado pintor del rey en diciembre de 1649, ayuda de cámara del rey y pintor de Felipe, duque de Orleans y hermano del rey. Pronto sería reconocido como un gran retratista. En 1657, parte a Portugal con el embajador de Francia, obispo de Comminges, realizando allí retratos de la familia real portuguesa (incluyendo a la infanta Catalina, al infante Pedro y al rey Alfonso). De regreso a París en 1660, es nombrado responsable de la decoración de los interiores del palacio de Saint-Cloud, incluyendo retratos mitológicos y adornando los apartamentos de la duquesa de Orleans, que en su mayor parte, han desaparecido. Se sabe que se podían admirar en el techo de un pasaje:Iris y su arco iris, en la cámara: Venus y Marte y en el gran gabinete: Tetis haciendo forjar las armas de Aquiles por Vulcano, Perseo y Andrómeda, Apolo y las musas, Diana en su carro, y en el techo del gran salón: El matrimonio del duque y la duquesa de Orleans. 
La familia de Luis XIV como dioses del Olimpo, su obra más famosa (ahora en el Museo de Versalles y de Trianon) fue realizada para la antecámara del duque de Orleans hacia 1670. Nocret ingresó en la Academia Real de Pintura y Escultura en 1663, con la presentación de El arrepentimiento de San Pedro.
Entre 1666 y 1669, Nocret decoró los apartamentos de la reina en el palacio de las Tullerías, bajo la dirección de Charles Le Brun. Estas decoraciones desaparecieron en 1871 durante el incendio de las Tullerías. Se encontraban en el techo de la antecámara de la reina: La Sabiduría o Minerva con los rasgos de la reina, en la gran cámara de la reina: La Gloria y La Fama en la parte superior de las puertas, El Triunfo de Minerva en el techo y La Fama y La Gloria en los arcos, en la pequeña cámara de la reina: Las Artes dirigidas por la Sabiduría y tres pinturas que representaban los Amores en el techo, La Arquitectura, La Escultura, La Astronomía, La Música, La Fidelidad, La Inocencia y La Sabiduría en las paredes, La Vigilancia y La Fe en la parte superior de las puertas ovales, en el gabinete de la reina: El triunfo de Minerva en el techo, La Tapicería, La Devanadera, El Bordado, La Costura, encima de la puerta, El baño de Minerva y La disputa de Minerva sobre las paredes.

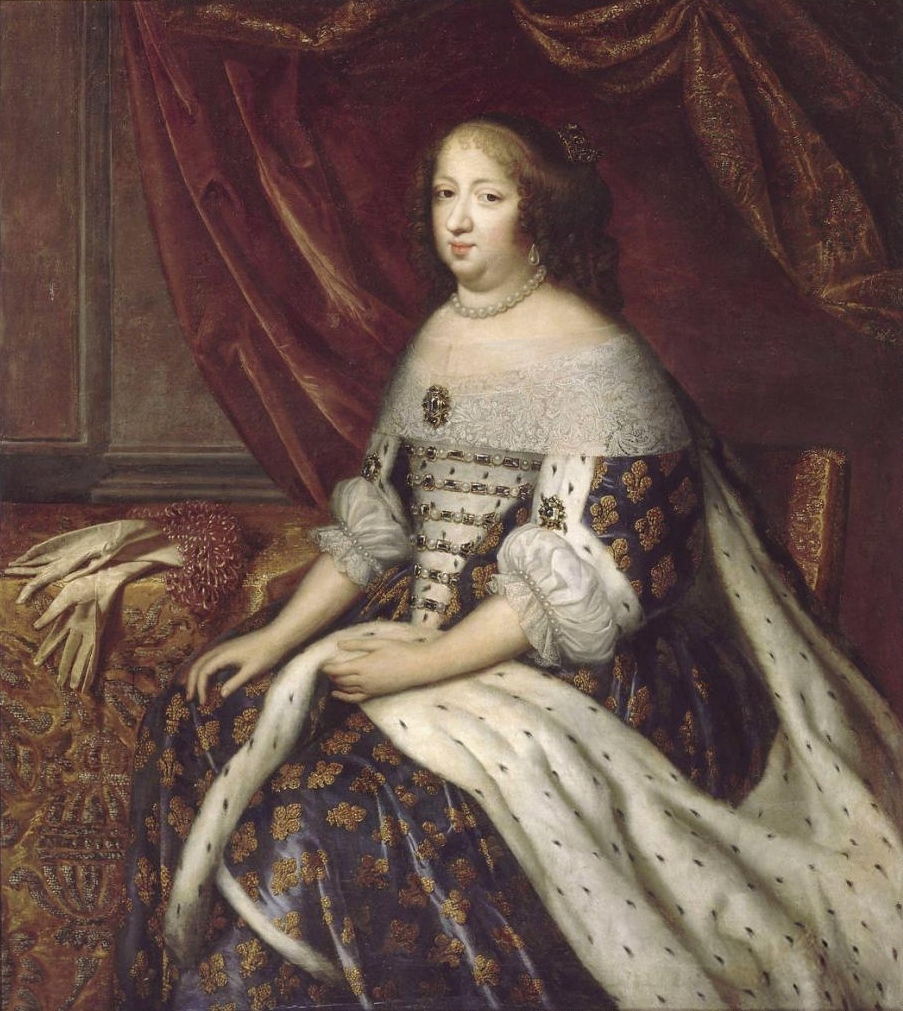
Retrato de Ana de Austria. Versalles.

Además del retrato colectivo de la familia real presente en Versalles, se conservan otras pinturas, incluyendo Retrato de un niño de general romano (Blois, Museo de Bellas Artes), Retrato de Felipe de Anjou, Retrato de Luis XIV, joven, María Teresa de Borbón, Enriqueta de Inglaterra, duquesa de Orleans, Catalina de Portugal, reina de Inglaterra (hacia 1657) y El gran delfín, Luis de Borbón (Madrid, Museo del Prado), Retrato de la duquesa de La Vallière, Retrato de la reina María Teresa, y Retrato de Ana de Austria (Versalles, Museo Nacional de los castillos de Versalles y de Trianon). 
Algunas obras le son atribuidas como La Fama presentando a Francia el retrato de Luis XIV( San Quintín, Museo Antoine Lécuyer, tabla a veces atribuida a Louis-Ferdinand Elle), Retrato de Ana de Austria ( Nantes, Museo de Bellas Artes), Retrato de Luis XIV (Château de Maisons-Laffitte), Retrato de Luis XIV de general romano (alrededor de 1670, Sceaux, Museo de Ile-de-France).
Nocret se casó con Antoinette Vuyet, con quien tuvo cinco hijos: Jean-Baptiste (1647), Jean-Charles (1648), Jean-Simon (1649), Marie (1650) y Antoinette-Geneviève (1651).
Su hijo Jean-Charles Nocret (París, 1648 - París, 1719), no sólo fue también retratista, sino también pintor de escenas históricas. Primer ayuda de cámara del vestuario del duque de Orleans, se incorporó a la Academia en 1674 presentando un retrato de su padre (Museo Nacional de los castillos de Versalles y de Trianon). En 1675-1676, participó en la realización de las decoraciones del gran apartamento de la reina en Versalles. Se conserva su obra La renuncia de Luisa de la Vallière (1675 Brest, Museo de Bellas Artes). El 21 de noviembre de 1681, Felipe I de Orleans y señora, fueron los padrinos de bautismo de una hija de Jean-Charles Nocret.